# Джеррі Мельник
Джеррі Мельник (англ. Gerry Melnyk; 16 вересня 1934, Едмонтон — 14 червня 2001, там само) — канадський хокеїст, що грав на позиції центрального нападника.

## Ігрова кар'єра
Професійну хокейну кар'єру розпочав 1952 року.
Протягом професійної клубної ігрової кар'єри, що тривала 17 років, захищав кольори команд «Детройт Ред-Вінгс», «Чикаго Блек Гокс» та «Сент-Луїс Блюз».

## Нагороди та досягнення
- Учасник матчу усіх зірок НХЛ — 1961.
- Володар Кубка Колдера в складі «Баффало Бізонс» — 1963.

## Статистика
| Сезон        | Клуб                | Ліга         | Регулярний сезон | Регулярний сезон | Регулярний сезон | Регулярний сезон | Регулярний сезон | Плей-оф | Плей-оф | Плей-оф | Плей-оф | Плей-оф |
| Сезон        | Клуб                | Ліга         | І                | Г                | П                | О                | ШХ               | І       | Г       | П       | О       | ШХ      |
| ------------ | ------------------- | ------------ | ---------------- | ---------------- | ---------------- | ---------------- | ---------------- | ------- | ------- | ------- | ------- | ------- |
| 1955-56      | «Детройт Ред-Вінгс» | НХЛ          | —                | —                | —                | —                | —                | 6       | 0       | 0       | 0       | 0       |
| 1959-60      | «Детройт Ред-Вінгс» | НХЛ          | 63               | 10               | 10               | 20               | 12               | 6       | 3       | 0       | 3       | 0       |
| 1960-61      | «Детройт Ред-Вінгс» | НХЛ          | 70               | 9                | 16               | 25               | 2                | 11      | 1       | 0       | 1       | 2       |
| 1961-62      | «Чикаго Блек Гокс»  | НХЛ          | 63               | 5                | 16               | 21               | 6                | 7       | 0       | 0       | 0       | 2       |
| 1964-65      | «Чикаго Блек Гокс»  | НХЛ          | —                | —                | —                | —                | —                | 6       | 0       | 0       | 0       | 0       |
| 1967-68      | «Сент-Луїс Блюз»    | НХЛ          | 73               | 15               | 35               | 50               | 14               | 17      | 2       | 6       | 8       | 2       |
| Усього в НХЛ | Усього в НХЛ        | Усього в НХЛ | 269              | 39               | 77               | 116              | 34               | 53      | 6       | 6       | 12      | 6       |